# 큐틴
큐틴(영어: cutin)은 식물의 모든 지상부의 표면을 덮고 있는 식물 큐티클의 주요 구성 요소인 두 개의 왁스 중합체 중 하나이며, 다른 하나는 큐탄이다. 큐틴은 방수성을 지닌 불용성 물질이다. 큐틴은 또한 큐티클 구조에 기여하는 큐티클 왁스를 보유하고 있다. 또 다른 주요 큐티클 중합체인 큐탄은 화석 기록에서 훨씬 더 쉽게 보존된다. 큐틴은 ω-하이드록시산과 그 유도체로 구성되어 있으며 에스터 결합을 통해 서로 연결되어 크기가 불확실한 폴리에스터 중합체를 형성한다.
큐틴에는 C16 및 C18 계열이라는 두 가지 주요 단량체 계열이 있다. C16 계열은 16-하이드록시팔미트산과 9,16-다이하이드록시팔미트산 또는 10,16-다이하이드록시팔미트산으로 구성된다. C18 계열은 주로 18-하이드록시올레산, 9,10-에폭시-18-하이드록시스테아르산 및 9,10,18-트라이하이드록시스테아르산으로 구성된다.

## 같이 보기
- 식물 큐티클